# Pantopipetta bilobata
Pantopipetta bilobata är en havsspindelart som beskrevs av Arnaud, F. och C.A. Child 1988. Pantopipetta bilobata ingår i släktet Pantopipetta och familjen Austrodecidae. Inga underarter finns listade i Catalogue of Life.